# Au soleil (chanson)
Pour les articles homonymes, voir Au soleil.
Singles de Jenifer
J'attends l'amour
(2002) Des mots qui résonnent !
(2002)
Au soleil est une chanson de Hocine Hallaf, interprétée par la chanteuse française Jenifer sur son premier album. Le morceau est sorti en tant que second single de l'album le 8 juillet 2002.

## Historique
Il se vend à plus de 800 500 exemplaires et se place à la 2e position du classement des ventes de single.
Le morceau a été adapté en espagnol sous le titre Junto al sol et en mandarin (无所谓) par Janice Vidal Wei Lan en 2008. Le clip vidéo a été tourné sur la plage de Sainte-Croix près de Marseille au mois de février 2002.
Au soleil est le 645e single le plus vendu de tous les temps en France.

## Liste des titres
- CD single en France

| No | Titre                      | Auteur                                | Durée |
| -- | -------------------------- | ------------------------------------- | ----- |
| 1. | Au soleil (single version) | Hocine Hallaf                         | 3:18  |
| 2. | Secrets défenses           | Jeanne Ermilova, Christophe Deschamps | 3:49  |

- CD single en France - Edition limitée inclus le clip " Au soleil"

| No | Titre                      | Auteur                                | Durée |
| -- | -------------------------- | ------------------------------------- | ----- |
| 1. | Au soleil (single version) | Hocine Hallaf                         | 3:18  |
| 2. | Secrets défenses           | Jeanne Ermilova, Christophe Deschamps | 3:49  |

- CD maxi single en Espagne

| No | Titre                                 | Auteur                            | Durée |
| -- | ------------------------------------- | --------------------------------- | ----- |
| 1. | Au soleil                             | Hocine Hallaf                     | 3:38  |
| 2. | Au soleil (Audio Agenda club dub mix) | Hocine Hallaf                     | 7:33  |
| 3. | Junto al sol                          | Hocine Hallaf                     | 3:40  |
| 4. | Là où tu rêves                        | Marie-Jo Zarb, Benjamin Raffaëlli | 4:02  |

## Crédits
Au soleil
- Réalisé par Nicolas Neidhardt et Benjamin Raffaëlli
- Publié par Case Productions, Une Musique et Universal Music Publishing France
- Arrangement et direction des cordes - Jean-François Berger
- Basse - Laurent Vernerey
- Batterie et percussion - Christophe Deschamps
- Chœurs - Guillaume Eyango et Murielle Lefebvre
- Claviers et programmation - Nicolas Neidhardt
- Guitare - Benjamin Raffaëlli

Secrets défenses
- Réalisé par Christophe Deschamps et Vincent Perrot
- Publié par Gofinho Music
- Basse - Laurent Vernerey
- Batterie - Christophe Deschamps
- Claviers et programmation - Vincent Perrot et Christophe Voisin
- Guitare - Pierre Jaconelli

Là où tu rêves
- Réalisé par Benjamin Raffaëlli
- Publié par Gofinho Music et Sony/ATV Music Publishing France
- Arrangement et direction des cordes - Laurent Marimbert
- Basse - Laurent Vernerey
- Batterie - Christophe Deschamps
- Chœurs - Guillaume Eyango et Murielle Lefebvre
- Claviers, guitare et programmation - Benjamin Raffaëlli
- Percussion - Denis Benarrosh et Christophe Deschamps